# Kryptopterus paraschilbeides
Kryptopterus paraschilbeides är en fiskart som beskrevs av Ng 2003. Kryptopterus paraschilbeides ingår i släktet Kryptopterus och familjen malfiskar. IUCN kategoriserar arten globalt som otillräckligt studerad. Inga underarter finns listade i Catalogue of Life.